# Chyžné
Chyžné (in ungherese Hizsnyó) è un comune della Slovacchia facente parte del distretto di Revúca, nella regione di Banská Bystrica.